# Atherigona culicivora
Atherigona culicivora  — вид двокрилих комах родини мух (Muscidae). Описаний у 2023 році. Поширений у Малайзії і Таїланді. Личинки виду живляться личинками комарів.

## Опис
Великий вид роду з блискучими лобно-орбітальними пластинками, середньою стегновою кісткою з 2 задніми преапікальними щетинками та задньою стегновою кісткою без дорсальної передапікальної щетинки. Самців легко розпізнати за вторинними статевими ознаками: кінчик крила з темною хмарою і передня лапка сплощеної та видозміненої структури та щетиниста.

## Спосіб життя
Личинки-сапрофаги A. culicivora розвиваються в наповнених водою пнях свіжозрізаних молодих пагонів бамбука. Вони є субаквальними факультативними хижаками личинок комарів, що є унікальним для наземного роду Atherigona. Імаго відкладають яйця на вологу бамбукову стінку над поверхнею води. Личинки плавають у воді вниз головою, задніми дихальцями вони прикріплені до поверхні води. Коли личинки комарів наближаються, вони швидко хапають їх і обвивають жертву. Зрілі личинки виповзають на берег і під час заляльковування виділяють захисну піну. Розвиток A. culicivora від яйця до дорослої особини займає лише 13–14 днів, що є адаптацією до ефемерної природи гниючих пагонів бамбука.